# ビッグバン〜統一への道〜
ビッグバン〜統一への道〜（ビッグバン とういつへのみち）は、日本のキックボクシング団体。主催は「Bigbangプロモーション」、代表は谷山歳於。2010年に谷山ジム主催の格闘技イベントとして旗揚げ。ルールは主にK-1ルールを採用し、肘攻撃を認める際は「ビッグバンキックルール」として行われる。ラウンド数は基本的に3分3ラウンド。階級はプロボクシングの体重設定に準拠し、キャッチウェイトも採用。

## 主な歴代出場選手
- 愛鷹亮
- 星龍之介
- 廣野祐
- モハン・ドラゴン
- 谷山俊樹
- 林健太
- 不可思
- 大岩龍矢
- 稲垣澪
- 出貝泰佑
- 森井洋介
- 駿太
- 松下えみ